# Ersklobb
Ersklobb är en ö i Åland (Finland). Den ligger i Skärgårdshavet och i kommunen Hammarland i landskapet Åland, i den sydvästra delen av landet. Ön ligger omkring 37 kilometer norr om Mariehamn och omkring 290 kilometer väster om Helsingfors.
Öns area är 12,8 hektar och dess största längd är 0,7 kilometer i nord-sydlig riktning. Ön höjer sig omkring 10 meter över havsytan. I omgivningarna runt Ersklobb växer i huvudsak barrskog.